# Station Völksen/Eldagsen
Station Völksen/Eldagsen (Haltepunkt Völksen/Eldagsen) is een spoorwegstation in de Duitse plaats Völksen, in de deelstaat Nedersaksen. Het station ligt aan de spoorlijn Hannover - Soest en is geopend in 1872. Het station ligt Völksen, Eldagsen ligt ongeveer 5 kilometer verderop. 

## Indeling
Het station heeft twee zijperrons, welke niet zijn overkapt maar voorzien van abri's. De perrons zijn verbonden via een voetgangerstunnel, die te bereiken is vanaf de straten An der Bahn en Südfeldstraße. Aan de zuidzijde van het station bevindt zich een groot parkeerterrein, fietsenstallingen aan beide zijde.

## Verbindingen
Het station is onderdeel van de S-Bahn van Hannover, die wordt geëxploiteerd door DB Regio Nord. De volgende treinserie doet het station Völksen/Eldagsen aan:
| Serie | Treinsoort             | Route | Bijzonderheden                 |
| ----- | ---------------------- | --- | ------------------------------ |
| S5    | S-Bahn (DB Regio Nord) | Hannover Flughafen – Hannover Hbf – Hannover Bismarckstraße – Völksen/Eldagsen – Hamelen – Bad Pyrmont – Paderborn Hbf | Flughafen - Hamelen 2x per uur |